# Tournoi de France (1997)
Das Tournoi de France (französisch für Turnier von Frankreich) war ein im Juni 1997 in Frankreich ausgetragenes Fußballturnier. Der Wettbewerb diente zur Vorbereitung auf die Weltmeisterschaft 1998 (für spätere Weltmeisterschaftsturniere wurde diese Funktion vom FIFA-Konföderationen-Pokal übernommen) und wurde in Paris und anderen französischen Großstädten ausgetragen. Es nahmen vier Nationalmannschaften teil: Brasilien, England, Italien sowie als Gastgeber Frankreich.
Es wurde im System Jeder gegen jeden gespielt, so dass jede der vier Mannschaften drei Spiele bestritt. Sieger wurde schließlich England vor Brasilien, Frankreich und Italien.
Höhepunkte des Turniers waren das umkämpfte 3:3-Unentschieden zwischen der italienischen und der brasilianischen Auswahl, sowie das Freistoßtor von Roberto Carlos beim 1:1-Unentschieden im Auftaktspiel zwischen Frankreich und Brasilien, als sich der Ball in einer außergewöhnlichen Flugbahn um die französische Abwehrmauer drehte und im rechten Toreck landete. Alessandro Del Piero wurde mit drei Treffern bester Torschütze des Turniers, Romário traf zweimal.
Ein gleichnamiges Einladungsturnier für Männer hatte der französische Verband FFF zuvor schon einmal (1988) ausgerichtet. Ab März 2020 veranstaltet die FFF ein – beabsichtigt ist: jährliches – Vier-Nationen-Turnier für Frauenfußball-Nationalmannschaften, das ebenfalls Tournoi de France heißt.

## Austragungsorte und Stadien
| Spielort    | Stadion               |
| Lyon        | Stade de Gerland      |
| Montpellier | Stade de la Mosson    |
| Nantes      | Stade de la Beaujoire |
| Paris       | Parc des Princes      |

## Turnierergebnisse
| Pl. | Land       | Sp. | S | U | N | Tore    | Diff. | Punkte |
| --- | ---------- | --- | - | - | - | ------- | ----- | ------ |
| 1.  | England    | 3   | 2 | 0 | 1 | 003:100 | +2    | 06     |
| 2.  | Brasilien  | 3   | 1 | 2 | 0 | 005:400 | +1    | 05     |
| 3.  | Frankreich | 3   | 0 | 2 | 1 | 003:400 | −1    | 02     |
| 4.  | Italien    | 3   | 0 | 2 | 1 | 005:700 | −2    | 02     |

| |   |           |           |
| Di, 3. Juni 1997 in Lyon                                                                                     |   |           |           |
| Frankreich                                                                                                   | – | Brasilien | 1:1 (0:1) |
| Roberto Carlos (21.), Keller (55.)                                                                           |   |           |           |
| Mi, 4. Juni 1997 in Nantes                                                                                   |   |           |           |
| Italien | – | England   | 0:2 (0:2) |
| Wright (26.), Scholes (43.)                                                                                  |   |           |           |
| Sa, 7. Juni 1997 in Montpellier                                                                              |   |           |           |
| Frankreich                                                                                                   | – | England   | 0:1 (0:0) |
| Shearer (86.)                                                                                                |   |           |           |
| So, 8. Juni 1997 in Lyon                                                                                     |   |           |           |
| Brasilien | – | Italien   | 3:3 (1:2) |
| Del Piero (6./61., Elfmeter), Aldair (23., Eigentor), Lombardo (35., Eigentor), Ronaldo (70.), Romário (84.) |   |           |           |
| Di, 10. Juni 1997 in Paris                                                                                   |   |           |           |
| Brasilien | – | England   | 1:0 (0:0) |
| Romário (61.)                                                                                                |   |           |           |
| Mi, 11. Juni 1997 in Paris                                                                                   |   |           |           |
| Frankreich                                                                                                   | – | Italien   | 2:2 (1:0) |
| Zidane (12.), Casiraghi (61.), Djorkaeff (73.), Del Piero (89., Elfmeter)                                    |   |           |           |

## Kader

### Brasilien
Trainer: Mário Zagallo
| 01 | Cláudio Taffarel | Atlético Mineiro |
| 12 | Carlos Germano   | CR Vasco da Gama |

| 02 | Cafu           | SE Palmeiras          |
| 03 | Aldair         | AS Rom                |
| 04 | Márcio Santos  | Atlético Mineiro      |
| 06 | Roberto Carlos | Real Madrid           |
| 14 | Zé Maria       | AC Parma              |
| 15 | Célio Silva    | Corinthians São Paulo |
| 16 | Gonçalves      | Botafogo              |
| 17 | Zé Roberto     | Real Madrid           |

| 05 | Mauro Silva      | Deportivo La Coruña |
| 07 | Giovanni         | FC Barcelona        |
| 08 | Dunga            | Júbilo Iwata        |
| 10 | Leonardo         | Paris Saint-Germain |
| 13 | Djalminha        | SE Palmeiras        |
| 18 | César Sampaio    | Yokohama Flügels    |
| 19 | Flávio Conceição | Deportivo La Coruña |
| 20 | Denílson         | FC São Paulo        |

| 09 | Ronaldo | FC Barcelona        |
| 11 | Romário | CR Flamengo         |
| 18 | Edmundo | CR Vasco da Gama    |
| 20 | Nunes   | Grêmio Porto Alegre |

### England
Trainer: Glenn Hoddle
| 01 | David Seaman | FC Arsenal       |
| 13 | Tim Flowers  | Blackburn Rovers |

| 02 | Gary Neville     | Manchester United |
| 03 | Stuart Pearce    | Nottingham Forest |
| 05 | Gareth Southgate | Aston Villa       |
| 06 | Graeme Le Saux   | Blackburn Rovers  |
| 12 | Sol Campbell     | Tottenham Hotspur |
| 14 | Phil Neville     | Manchester United |
| 15 | Martin Keown     | FC Arsenal        |
| 16 | John Scales      | FC Liverpool      |

| 04 | Paul Ince      | Inter Mailand     |
| 07 | David Beckham  | Manchester United |
| 08 | Paul Gascoigne | Glasgow Rangers   |
| 11 | Robert Lee     | Newcastle United  |
| 17 | David Batty    | Newcastle United  |
| 18 | Lee Clark      | AFC Sunderland    |
| 19 | Paul Scholes   | Manchester United |

| 09 | Alan Shearer     | Newcastle United  |
| 10 | Teddy Sheringham | Tottenham Hotspur |
| 20 | Ian Wright       | FC Arsenal        |
| 21 | Andy Cole        | Manchester United |

### Frankreich
Trainer: Aimé Jacquet
| 01 | Lionel Charbonnier | AJ Auxerre |
| 16 | Fabien Barthez     | AS Monaco  |

| 02 | Vincent Candela  | AS Rom              |
| 04 | Frank Lebœuf     | FC Chelsea          |
| 05 | Laurent Blanc    | FC Barcelona        |
| 08 | Marcel Desailly  | AC Mailand          |
| 12 | Bixente Lizarazu | Athletic Bilbao     |
| 15 | Lilian Thuram    | AC Parma            |
| 18 | Bruno N’Gotty    | Paris Saint-Germain |

| 03 | Pierre Laigle      | Sampdoria Genua |
| 06 | Youri Djorkaeff    | Inter Mailand   |
| 07 | Didier Deschamps   | Juventus Turin  |
| 10 | Zinédine Zidane    | Juventus Turin  |
| 17 | Patrick Vieira     | FC Arsenal      |
| 19 | Christian Karembeu | Sampdoria Genua |

| 09 | Christophe Dugarry | AC Mailand          |
| 11 | Patrice Loko       | Paris Saint-Germain |
| 13 | Ibrahim Ba         | Girondins Bordeaux  |
| 18 | Robert Pirès       | FC Metz             |
| 20 | Nicolas Ouédec     | Espanyol Barcelona  |
| 21 | Marc Keller        | Karlsruher SC       |
| 22 | Florian Maurice    | Olympique Lyon      |

### Italien
Trainer: Cesare Maldini
| 01 | Angelo Peruzzi    | Juventus Turin |
| 12 | Gianluca Pagliuca | Inter Mailand  |

| 02 | Ciro Ferrara          | Juventus Turin |
| 03 | Paolo Maldini         | AC Mailand     |
| 05 | Fabio Cannavaro       | AC Parma       |
| 06 | Alessandro Costacurta | AC Mailand     |
| 13 | Christian Panucci     | Real Madrid    |
| 14 | Alessandro Nesta      | Lazio Rom      |
| 15 | Antonio Benarrivo     | AC Parma       |
| 16 | Stefano Torrisi       | FC Bologna     |

| 04 | Dino Baggio        | AC Parma       |
| 07 | Angelo Di Livio    | Juventus Turin |
| 08 | Roberto Di Matteo  | FC Chelsea     |
| 10 | Demetrio Albertini | AC Mailand     |
| 17 | Giampiero Maini    | Vicenza Calcio |
| 18 | Diego Fuser        | Lazio Rom      |
| 23 | Attilio Lombardo   | Juventus Turin |

| 09 | Pierluigi Casiraghi  | Lazio Rom        |
| 11 | Gianfranco Zola      | FC Chelsea       |
| 19 | Christian Vieri      | Juventus Turin   |
| 20 | Alessandro Del Piero | Juventus Turin   |
| 21 | Filippo Inzaghi      | Atalanta Bergamo |
| 22 | Enrico Chiesa        | AC Parma         |